# Adonis d'automne
Espèce
Classification phylogénétique
L'adonis d'automne, adonis annuelle ou Adonis goutte-de-sang (Adonis annua) est une espèce de plante de la famille des Ranunculaceae.
Elle se nomme Blooddrop ("Goutte de sang"), Red Chamomile ("camomille rouge"), Rose-a-rubie ("rubis rose"), Pheasant's eye ("Œil du faisan") en Grande-Bretagne, Adonide annua en Italie, Adonis de otoño, Estella de camp, Estrella de camp, Gota de sangre en Espagne et Herbst-Adonisröschen, Herbst-Blutströpfchen en Allemagne.
Elle tire son nom de la légende d'Adonis.
Cette plante est toxique (mortelle) pour les chevaux.

## Description

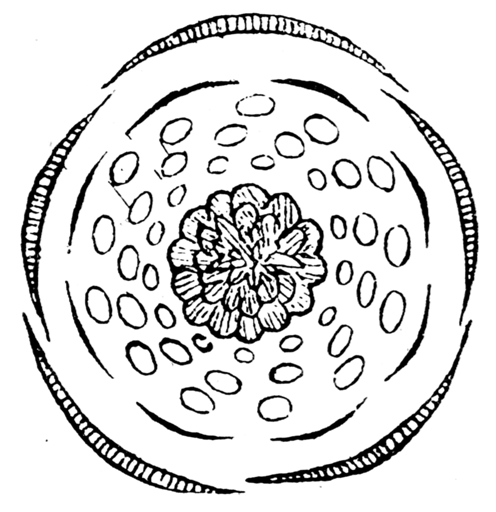
Diagramme floral de l’Adonis d'automne.

### Caractéristiques
Organes reproducteurs
La floraison a lieu de mars à juillet.
- Couleur dominante des fleurs : rose
- Inflorescence : cyme unipare hélicoïde
- Sexualité : hermaphrodite
- Ordre de maturation : homogame
- Pollinisation : entomogame

Graine
- Fruit : akène
- Dissémination : épizoochore

Habitat et répartition
- Habitat type : friches annuelles hygrophiles eutrophiles pionnières, eurasiatiques
- Aire de répartition : eurasiatique méridional

## Habitat et répartition
L'espèce est présente dans tout le bassin méditerranéen, ainsi que dans l'ouest et le centre de l'Europe et jusqu'en Grande-Bretagne.
En France elle est présente dans la majorité des départements, mais elle est absente dans 22 départements pour telebotanica, 47 pour l'INPN,.
Elle fait partie des espèces végétales menacées de France métropolitaine[réf. nécessaire]. Ce taxon n'est pas protégé

## Toxicité
L'espèce est mortelle par ingestion pour les chevaux à niveau de 200g / animal ; toxique à partir de 50g par animal.[réf. nécessaire]